# Fist for Fight
Albums de Sabaton
Primo Victoria
(2006)
Fist for Fight est le premier album vrai du groupe suédois de heavy metal Sabaton. En fait, il est une compilation de deux démos enregistrées en 1999 et en 2000 que le groupe a auto produit en un seul album. En 2001, il est ressorti sous licence du label italien Underground Symphony. Il est actuellement épuisé car il fut produit en quantité limitée (600 exemplaires).

## Liste des titres
1. "Introduction" – 0:53
2. "Hellrider" – 3:45
3. "Endless Nights" – 4:48
4. "Metalizer" – 4:42
5. "Burn Your Crosses" – 5:27
6. "The Hammer Has Fallen" (Dernières pensées d'un mourant) – 5:46
7. "Hail to the King" – 4:09
8. "Shadows" (Au sujet des Nazgûls du Seigneur des anneaux) – 3:32
9. "Thunderstorm" – 3:07
10. "Masters of the World" – 3:57
11. "Guten Nacht" (Bonus Track) – 1:11
12. "Birds of War" (inédit) – 4:53

## Line-up de l'album
- Joakim Brodén - Chant
- Rickard Sundén - Guitares
- Oskar Montelius - Guitares
- Pär Sundström - Basse
- Daniel Mullback - Batterie